# マシュー・サーネット
マシュー・リー・サーネット（Matthew Lee Sernett）は、ロールプレイングゲーム（RPG）のゲームデザイナー。

## キャリア
サーネットは、リチャード・ベイカーが率いるSCRAMJETチームの一員であり、ジェイムズ・ワイアット、エド・スターク、ミシェル・カーター、ステイシー・ロングストリート、クリス・パーキンスと共にデザイナーを務めた。このチームは開発中のダンジョンズ&ドラゴンズ第4版で使用される設定の更新を担当した。
彼のデザインしたD&D作品には、第3版『Fiend Folio』（2003年）、『モンスターマニュアル/Monster Manual III』（2004年）、『Races of Eberron』（2005年）、『Fantastic Locations』（2005年）『Hellspike Prison』(2005)、『呪文大辞典/Spell Compendium』(2005)、『Tome of Magic』(2006)、『Tome of Battle』(2006)、『Cormyr： The Tearing of the Weave』(2007)、『Wizards Presents: Races and Classes』（2007年）、『Wizards Presents: Worlds and Monsters』（2008年）などがある。また、2004年2月から12月まで『ドラゴン』誌の編集長を務めた。